# Samara Braga Lundberg
Samara Braga Lundberg, känd som Samara Braga, född 1947, är en svensk video-, laser- och VR-konstnär och författare.

## Biografi
Samara Braga Lundberg var tidigare brasiliansk medborgare. Hon är utbildad läkare och journalist och har studerat filosofi, religion och konst. Hon har bott i Frankrike, Libanon, Ryssland, Storbritannien, USA och Brasilien. 
Efter militärregimen i Brasilien beslagtogs hennes pass 1978, och hon efterlämnade en man och dotter i Brasília. Hennes brasilianska familj splittrades för gott. Som statslös blev hon kvar i Sverige som politisk flykting och så småningom svensk medborgare. Efter några år bildade Samara ny familj och har idag två döttrar i Sverige.
Samara drog sig ur rampljuset 2004, efter mordhot och förföljelser i olika former. Efter att hennes dörr klottrats ner med hatiska budskap flyttade Samara från Strandvägen i Stockholm till Katrineholm i hopp om en lugnare tillvaro.

## Konstnärskap
Under 1980- och 1990-talet blev Samara Braga Lundberg känd för sin experimentella konst i ny teknik. Dominerande teman var ”natur och fantasi” och ”laser för fred" i samarbete med professor Nils Abramson, KTH. Hennes videokonst med egenskriven poesi och elektronisk musik av Ralph Lundsten visades i SVT och Nordic Channel.
Samara Braga Lundberg var en av de första att arbeta med virtual reality-konst i Sverige i slutet av 1980-talet. Under 1990-talet skapade hon flera uppmärksammade virtuella världar för VR-kuben på Kungliga Tekniska högskolan i Stockholm, där hon forskade i barnbildens övergång från 2D till 3D.
Hon har även formgivit prisskulpturer till svenska opera- och vissångare. Musikteatergruppen Opera Concertante beställde fem skulpturer i brons som grundaren Karl Gustav Qvarfordt kallade för Cecilia och som skulle ges till unga begåvade operasångare. Samara skulpterade en abstrakt flygande fågel, varav fyra tilldelades lovande operasångare, bland andra Christina Green-Sandvik. 
För Marja Entrich skapade Samara tio skulpturer att årligen delas ut av stiftelsen Marja Entrich och melodianternas stiftelse för främjandet av den litterära kabarén i Sveriges. Stiftelsen registrerades dock aldrig som det var tänkt. Samara inspirerades av keraunographic markings, spår efter åsknedslag på människor. Men i stället använde hon plexiglas som bombarderades med elektronkanonstråle på KTH för att bilda ”Lichtenbergs figur” – fraktalmönster som Livets träd eller en åskurladdning frusen i ett ögonblick på samma vis som kreativitet som plötsligt dyker upp för att lämna sina spår. Varje skulptur var en unik komposition som inte går att upprepa. Den första tilldelades Bambi Elinsdotter Oskarsson.

### Verk i urval
- Natur och fantasi (1980-tal). Årlig skulpturutställning. Även design av möbler som taklampor, soffbord och stolar skapade av trädrötter.
- Plåster (1990-1999). Barn fick i uppdrag att utan vuxnas påverkan förmedla sina budskap till vuxna med bilder och texter. 45 skolor och cirka 10 000 elever i Stockholm deltog i det konstnärliga projektet. Resultatet blev en samfälld uppmaning till vuxna att lyssna på barnens budskap om miljö, krig och hungersnöd och även en inlaga mot mobbning och vädjan om solidaritet.[12] Barnens bilder låg till grund för ett barnbildmuseum på internet, konstturné och filmen Skuggornas härskare som visades i SVT och på utställningar.
- Plexus (2000). Ett års utställning på Tekniska museet i Stockholm.[13]
- Förgiftad Gud – Bajkal (1992). Film om miljön vid Bajkalsjön och invånares kamp och forskares kamp att stänga en cellulosafabrik som förorenar en unik och känslig natur. Den och Samaras film ”Mörkrets Hämnd” om konstnären Feliks Topolskis konst visades i Viksjö konsthall i samband med utställningen Konst utan gränser.[14]
- Barnens moderna museum, i samarbete med Michael Ortman. Quicktime VR. Moderna museets alla rum fotograferades och de befintliga konstverken på väggarna byttes ut mot barnens bilder från ”Plåster”.
- New Worlds Gate (1990-tal). En barnbildplattform på internet och museum för barn där barnen yttrar sig med budskap till vuxna. Plattformen lanserades på Centrum för användarorienterad IT-design (CID) på KTH 1998. Lades ner när institutionen avvecklades.[15]
- Genesis (1990-tal). En serie teaterpjäser i kuben på KTH med kroppsmålningar och skulpturala poser. De berörde filosofiska reflektioner som ’vad är livet’, ’vem är jag’ och ’vart leder oss utvecklingen’. Den första i serien utfördes i samarbete med kroppsmålningskonstnären André Avar.
- Blommornas värld (1980-tal). Utformning av några växthus hos ABA Blomtjänst. Ett av husen utformades som teater, där blommorna var publiken. Kunderna blev till skådespelare när dessa tog kaffepaus på en platå som scen. Halva scenen utrustades med bord och stolar medan den andra halvan var en fontän där barnen kunde plaska. En bred väggmålning upptog hela bakgrunden till scenen.
- Böteslappen (2009). Samara lanserade där begreppet ”Instantism”. Konstnären skulle skapa under ingivelsestunden utan förberedelser. Böteslappen blev en serie installationer i Katrineholm, där Samara Braga Lundberg satte böteslappar på objekt i stadsmiljön som avvek från normen, som en bil som höll på att tippa över en ramp eller en maskros på en välputsad gräsmatta. När bilen forslades bort ringade hon in hela kommunhuset Gröna Kulle med böteslappar och slog sig ned vid dess tröskel och mediterade i protest, för att på ett "satiriskt sätt belysa hur myndigheter ger sig på symptom istället för att ta tag i underliggande problem".[16] Begreppet fick inget genomslag.

### Virtual Reality-världar i urval
- Childrens Worlds: (1990-tal). En serie Virtual Reality-världar i samarbete med barn för VR-kuben på KTH. Utvalda VR-scener berättade en saga om Skuggornas härskare. Därifrån omvandlades de till 2D-film under samma titel. Filmen ”Skuggornas Härskare” visades några gånger på SVT 1999 och Tekniska museet år 2000.[17]
- Flera Virtual Reality-världar för VR-kuben på KTH (1990-tal). Två av världarna skapades i samarbete med grupp KTH-studenter: ”Den fjärde dimensionen” om 4D och ”Den krökta dimensionen”, en resa genom ögat till hjärnan.
- Schack och matt (1999). Virtual reality-värld för VR-kuben på KTH. Världen designades och pjäserna modellerades av Samara, i samarbete med Kungliga konsthögskolan. Kai-Mikael Jää-Aro programmerade världen. Besökarna kunde spela virtuell schack mot datorn och andra besökare och skapa egen virtuell musik. Pjäserna tonsattes av Ralph Lundsten.
- Och tiden stod stilla (2003). Virtual reality-värld i samarbete med SAAB. Den gestaltade Jesus och Maria sändande budskap till den Heliga Birgitta och visades på Klostermuseum i Vadstena i samband med Heliga Birgittas 700-årsjubileum.[18] VR-världen lades ner av Samara omedelbart efter jubileet. SAAB lånade Samaras modeller och design till att skapa en 3D-filmsekvens för fortsatt visning på museet som gestaltade Jesus budskap till Heliga Birgitta.

### Laserskapande i urval
Samara Braga använde sig av laserkanoner för att skulptera i laser i samarbete med ingenjören Leif Kjellberg på KTH under 1980-talet. Hon har även använt laserskanning av sina skulpturer för överföring till digitala modeller.
- Den krökta dimensionen (1990). Videolandskap belyst med laser.
- Bortom våra sinnen (1990). En laserinstallation med blommor i samarbete med Leif Kjellberg, KTH. Urval av blomverken blev till en video som visades på SVT och Nordic Channel.
- Laser för fred (1991). Flera installationer och filmer.
- Konst utan gränser, och bortom våra sinnen, Viksjö konsthall: 1991. Skulpturer med laserinstallation.
- Eko. Laserinstallation och kortfilm.
- Skuggornas värld. Laserinstallation och gestaltning av dikter till en kortfilm under samma titel.

### Kortfilmer i tv
Samaras filmer är konstnärliga och poetiska, inte sällan med ett antivåldsbudskap. I filmserien ”Laser för fred” ingår laser som protest mot att laser sades komma till användning i rymden för militära ändamål. Flera av filmerna finns bevarade i Kungliga bibliotekets arkiv för audiovisuella medier under "Samara Braga" i Svensk mediedatabas.
- Resa genom evighetens nollpunkt (SVT, 18 juni 1988)
- I vårens tid (Nordic Channel, 1990)
- På tröskeln till världar bortom våra sinnen (SVT 1988 och Nordic Channel, 1990)
- Ralph Lundsten – cosmic composer (SVT, 1990 & 1991). Består av två videor, Ralph och Dröm.
- Den krökta dimensionen (SVT, 1990 & 1991)
- Drömmarnas land Sverige (Nordic Channel, 1991) Baserad på fyra årstider i Sverige. Består av tre videor: 1. Det spirar i ljusets famn (vår) 2. Stjärnornas dans (vinter). 3. Förvandlingen (sommar till höst)
- Vildskog (SVT, 13 januari 1991)
- Skuggornas värld (Nordic Channel, 1991) Består av tre videor: 1. Döden ringlar fram 2. Vattenpölar öppnar dörrar till himmel blå 3. Det räcker!
- Skuggornas härskare (SVT, 1999)

## Författarskap
Samara Braga Lundbergs romaner följer ingen känd litterär form. Händelseförloppen ändras i takt med nya reflektioner som kan träda fram även långt senare. Vid föreläsningen "Samhället, konstnären, ny teknik" på KTH 30 januari 1995 gav hon sin syn på författarskap: ”Tack vare mina erfarenheter av att publicera egna dikter i ord och videoform samt pjäsen Skuggornas värld som jag skrivit för VR finner jag att författarskap måste befinna sig i konstant förändring, så som skett inom konstens olika riktningar, men tyvärr är inte så fallet. Föråldrade skrivmallar leder bland annat till att reflektioner och känsloyttringar underordnas formen – medan det rätteligen borde vara tvärtom, formen underordnas tanken. Därför skulle nya publiceringsformer utvecklas i framtiden."
Samara illustrerar själv sina omslag och böcker. De har producerats av förlaget Cultbri och tryckts och distribuerats av BoD.  Cultbri avregistrerades 2022.
- Skuggornas värld (VR-teaterpjäs, 1994)
- Staketet (2021)
- Tupik (2021)
- Typen (2021)
- Viskningar i stubbar (2021)
- Regnbågen föll i en vattenpöl (2021)
- Hjältarnas planet (2021)
- Vakna! (2021)
- Den färgade rymden (2021)
- Ur tårar gryr regnbågar (2021)
- Droppen Sirada (med Anna Fredriksson, 2021)
- Höstfärgad ondska (2022)
- Hånskratt: Höstfärgad ondska 2 (2022)
- Om jag kunde släcka solen (Dikter, 2022)
- Spillt blod torkar inte (2023)

## Priser och utmärkelser
- Järfälla kommuns kulturstipendium (1982, 1989, 1991)